# 大湊港
大湊港（おおみなとこう）は青森県むつ市に所在する、大湊湾に面した地方港湾である。港湾管理者は青森県。

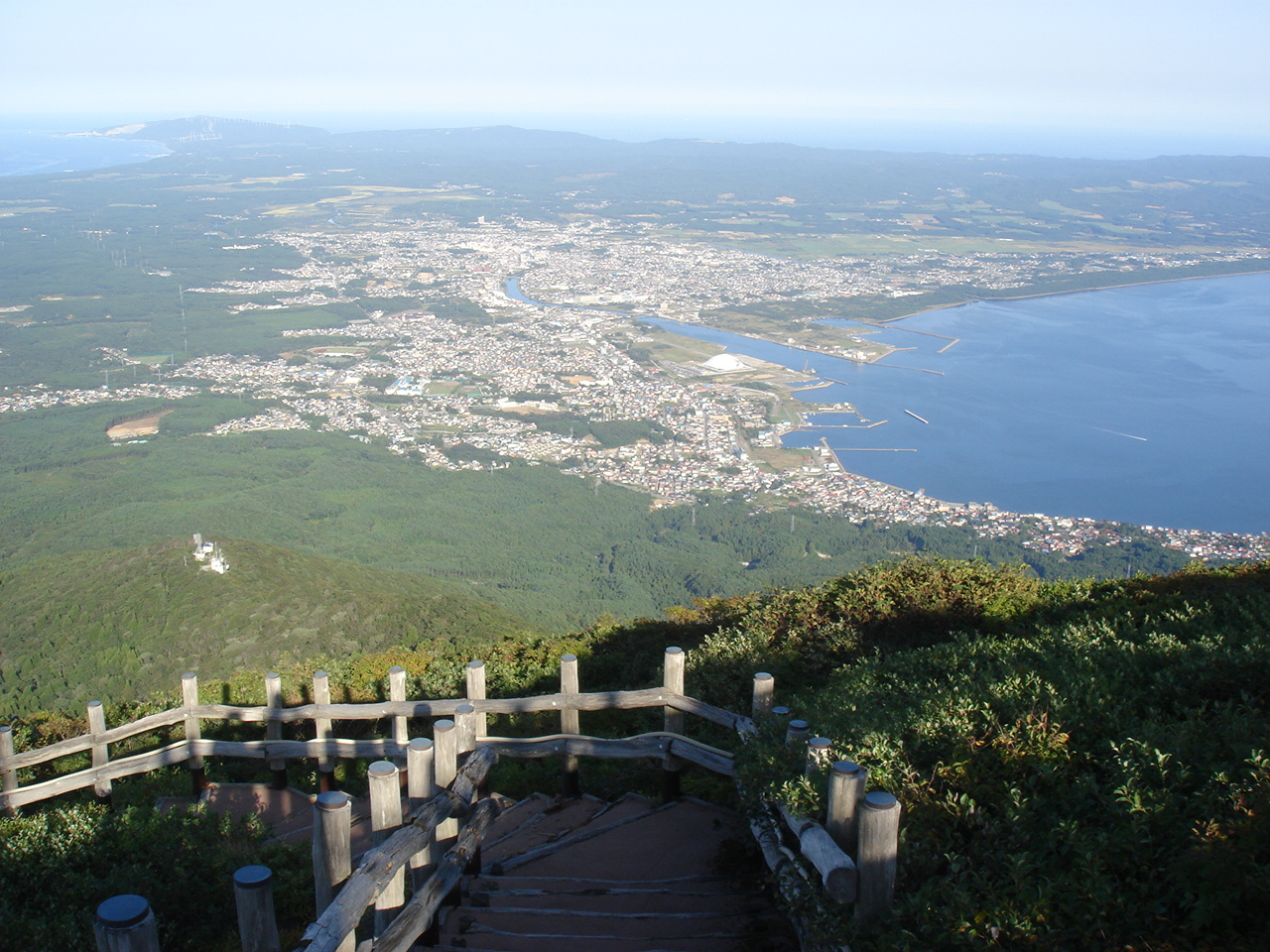
釜臥山から見た大湊港とむつ市街(2007年9月)

## 概要
下北七湊の一つであり、明治以降は津軽海峡に対した本州側の要地として帝国海軍の軍港となった。太平洋戦争の末期は、大湊町であり、市制施行していない地域であったが、海軍の基地があるということもあり空襲を受けた。終戦直前には海軍関係者も合わせて、町では異例の10万人近くの人口があった。
大湊は現在でも海上自衛隊の基地があり、自衛艦等が籍を置く根拠となる大湊地区隊の地区総監部がある。大湊に限って言えば比較的第3次産業の比重が高い。

## 原子力船定係港施設
現在は独立行政法人海洋研究開発機構の保有する地球研究船「みらい」となった原子力船「むつ」の旧定係港が置かれていた。大湊港下北埠頭に総工費23億円をかけて建造したが、むつの放射線漏れ事故により帰港を拒否され、新たにむつ市北部に関根浜港を建設することとなった。旧母港施設は今も日本原子力研究開発機構が所有しており、原子力機構や日本海洋科学振興財団、日本分析センターの研究施設が所在する。新定係港の関根浜港ともども、海と原子力関連の研究施設が集積しており、むつ市自体は海、先端技術との関わりの中で海洋研究拠点都市として発展することを希望している。

## 関連文献
- 成田鉄四郎『陸奥湾之将来』青森県青森町・太田左馬吉、1894年
- 平間洋一「「陸奥海王国」の建設と海軍ー大湊興業を軸として」政治経済史学370､1997年